# دیوید چام
دیوید چام (متولد ۱۹۵۵) دانشمند آمریکایی فعال در زمینه علوم رایانه و رمزنگاری است. وی به عنوان یکی از پیشگامان فناوری‌های رمزنگاری و حفظ حریم خصوصی و مخترع پول دیجیتال شناخته می‌شود. پایان‌نامه وی در سال ۱۹۸۲، اولین طرح و پیشنهاد برای ارائه پروتکل بلاک چین شناخته می‌شود.
وی به دلیل توسعه ای کش، یک برنامه پول نقد الکترونیکی که هدف آن حفظ ناشناس بودن کاربر است و همچنین اختراع بسیاری از پروتکل‌های رمزنگاری مانند امضای کور، شبکه‌های ترکیبی و پروتکل به اصطلاح شام خوردن رمزنگاری شناخته شده‌است. در سال ۱۹۹۵ شرکت وی دیجی کش که یک شرکت پول الکترونیکی بود، اولین ارز دیجیتال را با ای کش ایجاد کرد.